# Historia del sector eléctrico en Argentina
La historia del sector eléctrico en la Argentina tiene tres etapas bien marcadas: 
1. desde sus orígenes a fines del siglo XIX y hasta la década de 1940, existió un sistema de servicios eléctricos locales autónomos, dominado por un cartel consorcios multinacionales;
2. desde la década de 1940 hasta la década de 1990, convivieron empresas estatales, cooperativas y privadas multinacionales, dentro de un sistema que se fue integrando nacionalmente en forma progresiva;
3. desde la década de 1990 a la actualidad, se estableció un sistema mayoritariamente privado, con algunas empresas estatales de importancia, dividido en tres sectores (generación, transporte y distribución), el primero de los cuales es de libre competencia y los otros dos con base en monopolios privados obligatorios.

## Desde los orígenes hasta la década de 1940

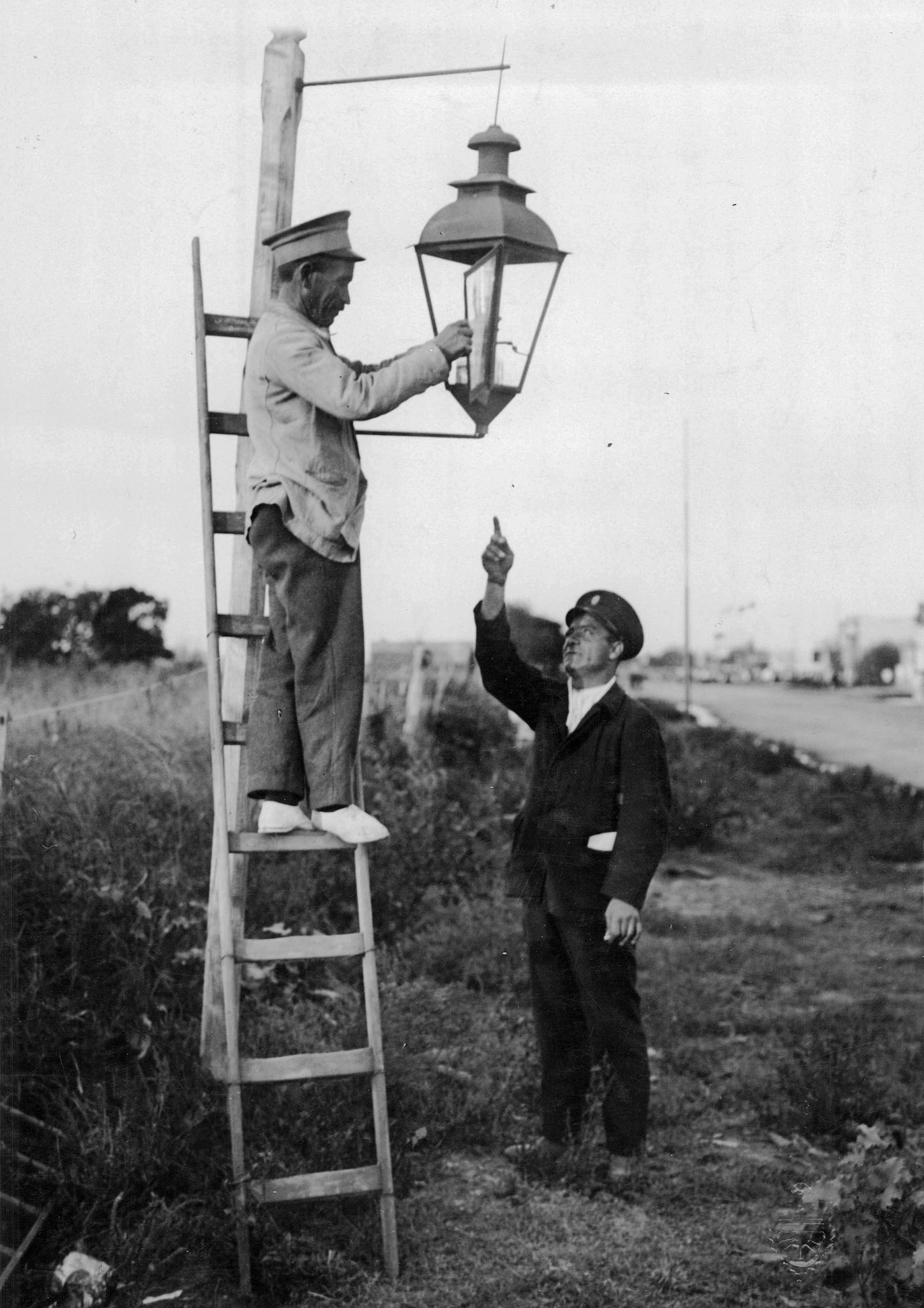
Momento en que es apagado el último farol (no eléctrico) en la ciudad de Buenos Aires: esquina de Avenida del Trabajo y Escalada, 19 de marzo de 1931.

La Ciudad de Buenos Aires venía iluminando sus calles y plazas desde el siglo XVIII, utilizando inicialmente velas, aceites y kerosene. En 1840 comenzó a instalarse alumbrado de gas de carbón, destacándose en el servicio la Compañía Primitiva de Gas y diversas compañías en las capitales provinciales. Durante aproximadamente un siglo Buenos Aires tuvo un extenso servicio de alumbrado público generado por aceite, kerosén y gas de carbón.
En los últimos años del siglo XIX se constituyen pequeñas unidades autogeneradoras encargadas de dar luz a hoteles, comercios, fábricas etc. Unas pocas grandes empresas eran a la vez generadoras y distribuidoras. Entre estas últimas se encontraban la Gas and Electric Lighting Co. of Buenos Aires (también llamada Compañía Primitiva de Gas y Luz Eléctrica) que construyó la central Cuyo, con un equipamiento instalado de 1400 kW en corriente continua y una red de distribución subterránea de 2 x 110 V; y la River Plate Electric Light and Traction Co
En 1899, la Municipalidad de Buenos Aires otorgó a la empresa alemana CATE (Compañía Alemana Transatlántica de Electricidad) el permiso provisorio para generar y distribuir electricidad con una potencia de 4.800 kW mediante una red trifilar de 2 x 220 V en corriente continua.[cita requerida] Asimismo, en otros municipios funcionaban varias empresas como la Compañía General de Electricidad, de capitales franceses.
En el nuevo siglo comenzó un proceso de adquisiciones por parte de CATE hacia el resto de las empresas más pequeñas. Dos años después, la compañía adquirió una licencia definitiva por parte de la Municipalidad de Buenos Aires para la prestación del servicio público de electricidad, que luego se extendió a los principales partidos de la Provincia de Buenos Aires. En los años siguientes la CATE fue eliminando la competencia, comprando las demás empresas y usinas existentes por entonces en Buenos Aires, dando inicio a la práctica de cartelizar el servicio eléctrico.

## Desde la década de 1940 a la década de 1990
En los años cincuenta se crea también la CNEA (Comisión Nacional de Energía Atómica). Durante el Gobierno de Juan Domingo Perón, se realizan en el marco del Primer Plan Quinquenal, grandes obras de infraestructura en todo el país: se interconectan las Centrales Puerto Nuevo (CADE) y Nuevo Puerto (CIADE) con lo que se logra conectar a todo el país en un único un sistema interconectado de generación en el ámbito de la Capital Federal y el Gran Buenos Aires, al que se sumarían las 14 provincias y los 9 territorios nacionales. Además a través del Primer Plan Quinquenal se llevan a cabo un conjunto de importantes obras públicas, en el área energética y las industrias pesada y minera, acompañándolos con un mejoramiento en la infraestructura, es decir en los transportes, caminos y obras hidroeléctricas, destinadas a modernizar la infraestructura del país, necesaria para el proceso de industrialización acelerado que su gobierno desarrollista promovía.
Durante el peronismo se construyeron centrales hidroeléctricas como 
- Escaba (en la provincia de Tucumán),
- El Nihuil (en la provincia de Mendoza),
- Los Quiroga (en la provincia de Santiago del Estero) y
- seis diques-usinas en la provincia de Córdoba,
- seis en la provincia de Catamarca,
- cuatro en la provincia de Río Negro y
- tres más en la provincia de Mendoza.

Así la potencia instalada en centrales hidroeléctricas pasó de producir 45.000 kW en 1943, a producir 350.000 kW en 1952.
Sin embargo el plan de inversiones y obras fue frenado tras la instalación en el poder del dictador Pedro Eugenio Aramburu, tras el golpe de Estado de 1955, que derrocó al presidente legítimo Juan Domingo Perón. Aramburu instaló a colaboradores y familiares cercanos en la dirección de la empresa, dando lugar a hechos de corrupción.
En 1962, el presidente de facto José María Guido nombró como ministro de Economía a Federico Pinedo (hijo) ―abogado y representante de la Chade durante la Década Infame―, quien implantó un «shock económico» e hizo aumentar la cotización del dólar de 83 a 138 pesos, aumentó las tarifas de servicios públicos, beneficiando a la Chade, compañía privada A pesar de las altas tarifas impuestas por Federico Pinedo, los cortes eran frecuentes, lo que sirvió para ocultar las deficiencias de la CIAE, que tenían grandes problemas para prestar el servicio ante el deterioro de los equipos.
Entre 1970 y 1980, el sector eléctrico permaneció en manos estatales la oferta eléctrica medida en MW aumentó 107% (equivalente a 7,6% anual), mientras que entre 1990 y 2000, en manos privadas considerada la “década de la desinversión” aumentó 52% (4,3% anual).

### Crisis eléctrica de 1988/89
El sector experimentó una seria crisis en los años 1988 y principios de 1989, durante la última parte del gobierno del radical Raúl Alfonsín. a escasez de electricidad ya había comenzado en abril de 1988 por lo que se realizaron cortes de luz rotativos de 5 horas por turno en ese mes, la.falta de inversiones en las máquinas térmicas obsoletas y un mantenimiento deficiente del sistema eléctrico. A esto se suma un año con escasez de precipitaciones que redujo la generación de las centrales hídricas. Todo esto produce un déficit en la generación que obligó a programar cortes rotativos.  En abril de 1988 se programan cortes de 5 horas por turno.
Con la llegada del verano, y la esperable aumento de la demanda, los problemas se agravaron a lo que se sumaron varios incidentes en el sistema. En agosto, la principal central nuclear, la de Atucha I, tiene un incidente que obliga su salida de servicio. Se produjo un incendio en la provincia de La Pampa afectó líneas de transporte desde la central de El Chocón. A fines de diciembre quedaron fuera de servicio dos bombas de la central hidroeléctrica de embalse del Río Tercero. 
Frente a este escenario el gobierno respondió profundizando las medidas de ahorro. El 1 de diciembre de 1988 se retomó la aplicación del horario de verano, adelantando la hora oficial una hora. El 6 de diciembre, ordenó el ajuste del desarrollo de los espectáculos deportivos a los períodos de luz solar. Se ordenó a todos los organismos de la Administración Pública a realizar una reducción de 20% en el consumo de energía. Se prohibió la iluminación con fines ornamentales y se suprimieron los trabajos nocturnos. El 12 de diciembre volvieron los cortes programados de 5 horas al Área Metropolitana de Buenos Aires. En enero se ampliaron a los sábados y a 6 horas diarias. Se redujeron el alumbrado público, los horarios de transmisión televisiva, que llegó a transmitir sólo 4 horas diarias y el tiempo de atención en los bancos; e incluso se fijó un orden de apagones de vidrieras y marquesinas. La hora volvió a su horario habitual en marzo de 1989 aunque la práctica de aplicar el horario de verano se mantuvo por 5 veranos más.Bajo la gestión de Echarte, Argentina experimentó una de las peores crisis energéticas de su historia. Los cortes, que se extendieron por más de cuatro meses, quedaron marcados en la memoria colectiva. Durante la crisis energética declaró asuetos administrativos, hubo canales de TV operando solo cuatro horas diarias, bancos trabajando de 8 a 12. La escasez de electricidad había comenzado en abril de 1988 por lo que se realizaron cortes de luz rotativos de cinco horas por turno en ese mes. Por el faltante energético, en diciembre se restringió a los espectáculos deportivos, la prohibición de la iluminación con fines ornamentales y la supresión de los trabajos nocturnos. La falta de energía eléctrica afectó también el abastecimiento del agua. Fue así como Obras Sanitarias de la Nación tuvo que distribuirla en tanques a las zonas del Gran Buenos Aires. Se atribuyó la crisis a la «falta de inversiones en materia de generación, expresando que en el período 1984-87 las inversiones en generación alcanzaron a 28 millones de dólares estadounidenses cuando en realidad deberían haber sido alrededor de 250 millones..

## De la década de 1990 al presente
En los 90 las privatizaciones produjeron una fuerte reducción de personal. En las empresas de distribución la reducción alcanzó al 30% del personal, en las centrales térmicas superó el 45% y en el área del transporte fue cercana al 25%. En algunas centrales hidroeléctricas, como la del Chocón, el impacto social fue aún mayor, porque a la pérdida del empleo se sumó que los trabajadores debieron entregar las viviendas que ocupaban. Las reformas no produjeron el crecimiento necesario en la capacidad de transmisión. Hasta el año 2003, no se había inaugurado ninguna usina con más de 100 MW.
Tras la privatización se generó un sistema de Cartelización energética tres grandes grupos económicos controlan de forma oligopólica la mitad de la demanda y de los usuarios. Los tres principales grupos empresarios del sector son Pampa Energía, conducido por Marcelo Mindlin, el Grupo DESA, conducido por Rogelio Pagano y el Grupo Sadesa, cuyos principales accionistas son Carlos Miguens Bemberg, Nicolás Caputo, Guillermo Reca y la familia Escasany.
En el período 2003-2015 el Estado vuelve a adquirir un papel relevante en el sector de la energía eléctrica. En septiembre de 2006, se lanzó el programa Energía Plus para aumentar la capacidad y satisfacer la demanda, donde se comercializará la energía producida por nuevas plantas de generación, con el objeto de garantizar el abastecimiento a los clientes residenciales, entidades públicas y pequeñas y medianas empresas y alentar la autogeneración en el sector industrial y la cogeneración de electricidad.
Las obras de construcción de la central Hidroeléctrica Salto Andersen se iniciaron en 1954, en el segundo Plan Quinquenal durante el gobierno de Juan Domingo Perón. Después de muchas décadas de demoras, estuvieron terminados a mediados del 2011.
En 2006 se anunció una inversión de 30 millones de pesos para ampliar la capacidad de generación de la central San Nicolás incrementando la capacidad en 100 MW adicionales. Ese año la Central Térmica San Nicolás generó 2.000 GWh. El plan energético nacional 2004-2019 permitió hasta fines de 2013 incorporar a más de 2,5 millones de hogares al servicio público de electricidad por redes. En 2015 se inauguró el primer módulo de la central Termoeléctrica Río Turbio, y en 2022 se integró al sistema eléctrico interconectado nacional. La central genera 240 MW de energía. La inversión total para el desarrollo de la central asciende a los 700 millones de dólares.
En el marco del "Plan Nuclear Argentino", en 2012 Atucha I aumentó su potencia bruta de 357 MW a 362 MW. Actualmente cuenta con una potencia eléctrica bruta de 363 MW eléctricos y emplea mezcla de uranio natural (0,72%) y uranio levemente enriquecido al 0,85. El plan lanzado durante el mandato del entonces presidente Néstor Kirchner y continuado por la presidenta Cristina Fernández de Kirchner sumó 11.300 MW, 51% más de la potencia instalada que en 2003. También se concretó el tendido de 5.500 kilómetros de líneas de alta tensión que vincularon 10 provincias, incluyendo regiones que estaban por fuera del Sistema Interconectado Nacional (SIN); la ampliación de gasoductos troncales, la incorporación de las energías renovables, la creación de ENARSA y la recuperación de YPF en abril de 2012.
En 2011 se anuncia la construcción del Gasoducto Noroeste Argentino, a cargo de Enarsa, cuyo objetivo era la extensión de la red domiciliaria de gas a las provincias de Salta, Formosa, Chaco, Misiones, Corrientes, Santa Fe y Entre Ríos. Se pretendía con dicho gasoducto suministrar gas de origen Boliviano a 103 localidades del Noreste argentino. En 2014 se produce el hallazgo de la segunda mayor reserva de shale gas a nivel mundial en el yacimiento de Vaca Muerta
En septiembre de 2018 y luego de invertir más de US$2.300 millones  la obra fue definitivamente cancelada y se intenta buscar qué uso darle a los 3.018 km de gasoducto instalados.
En 2020 Argentina cuenta con 102 nuevos proyectos, 19 ya se encuentran en operación comercial y 83 en plena construcción. En números: 3.7GW de Nueva potencia, 5.200 millones de dólares de inversión directa y 7.300 nuevos empleos.

### Programa Nacional de Uso Racional y Eficiente de la Energía (PRONUREE)
En diciembre de 2007, el gobierno lanzó el Programa Nacional de Uso Racional y Eficiente de la Energía (PRONUREE), para mejorar la eficiencia energética en los sectores consumidores y reconoce que las necesidades de eficiencia energética se deben promover con una visión y un compromiso a largo plazo. También reconoce la conexión entre la eficiencia energética y el desarrollo sostenible, incluida la reducción de emisiones de gases de efecto invernadero. El programa reconoce asimismo la necesidad de promover cambios en el comportamiento individual mediante una estrategia educativa y que el sector público sirva de ejemplo asumiendo un papel de liderazgo mediante la implementación de medidas de ahorro de energía en sus instalaciones.
El PRONUREE incluye medidas a corto y largo plazo para mejorar la eficiencia energética en los sectores industrial, comercial, de transporte, residencial y de servicios, así como en edificios públicos. También respalda programas educativos sobre eficiencia energética, mejoras en las normas para expandir las actividades de cogeneración, etiquetado de equipos y aparatos que utilizan energía, mejoras en las normas de eficiencia energética y utilización de mecanismos de desarrollo limpio (MDL) para apoyar el desarrollo de proyectos de eficiencia energética. El objetivo del programa es reducir en un 6% el consumo de electricidad. en junio de 2008 un proyecto de eficiencia energética presentado por la Secretaría de Energía. El objetivo del proyecto es mejorar el uso de la energía, reduciendo el costo para los usuarios y contribuyendo a la sostenibilidad del sector energético a largo plazo. También se aspira a reducir las emisiones de gases de efecto de invernadero.
Una de las primeras actividades definidas por el PRONUREE fue el programa nacional para eliminar las lámparas incandescentes en 2011, reemplazándolas por lámparas fluorescentes compactas (LFC) de bajo consumo en todos los hogares conectados a la red pública y en edificios públicos. La ley fue originalmente promovida por Greenpeace durante el año 2008 y rápidamente apoyada por el poder Ejecutivo quien posibilitó su tratamiento parlamentario. prevé la distribución de 25 millones de lámparas en total. dicho plan derivó en la ley 26.473 (sancionada el 21 de enero de 2009) que prohíbe “la importación y comercialización de lámparas incandescentes de uso residencial”.
Entre diciembre de 2015 a enero de 2018 la tarifa de luz subió en promedio 1400 por ciento, que en febrero de ese año trepará a 1700 % lo que incrementó los ingresos de Edenor y Edesur, sin embargo los cortes de luz no disminuyeron, sino que aumentaron un promedio de 66 por ciento comparado diciembre de 2017 a diciembre de 2016, según datos de la misma empresa.

### Apagón del 16 de junio de 2019
El 16 de junio de 2019, durante la presidencia de Mauricio Macri, se produjo un colapso histórico de la red de transmisión eléctrica de alta tensión, que dejó sin luz a casi la totalidad de Argentina (45 millones de usuarios), Uruguay, y parte de Brasil y Chile, sumando un total de 50 millones de usuarios sin luz durante siete horas y más. La provincia de Tierra del Fuego no padeció el apagón debido a que no está conectada a la red nacional de electricidad. El presidente Macri lo calificó como un "caso inédito".
Siete horas después de producido el apagón, el gobierno, por medio del secretario de Energía Gustavo Lopetegui, dio una conferencia de prensa informando que, aunque desconocía cuál había sido la causa del apagón, había cero posibilidades de que se repitiera, y que recién en quince días estaría en condiciones de "saber qué ha sucedido".
El sistema de líneas de alta tensión para transportar la electricidad se encuentra privatizado desde la década de 1990 y es gestionado por la empresa Transener, controlada por Pampa Energía, cuyo CEO es Marcelo Mindlin, considerado "uno de los dueños de la energía de la Argentina", vinculado a su vez con los negocios privados del presidente Macri y su familia.

## Matriz y demanda de electricidad

### Capacidad instalada
En Argentina existen el Sistema Argentino de Interconexión, donde todo el país está integrado desde marzo de 2006.
Las generadoras térmicas alimentadas a gas natural (TGC) son la principal fuente de generación de electricidad de Argentina. La capacidad nominal instalada en 2006 era de 24.046 MW, para 2015, gracias a las inversiones estatales en el sector la capacidad se elevó a 33.141 MW.
A fines de 2010 se anunciaron los hallazgos de dos importantes yacimientos -luego de varios meses de nuevas exploraciones en Loma de la Lata, provincia de Neuquén-, el primero un megayacimiento oficializado por YPF y el segundo por las empresas públicas nacional ENARSA y provincial Gas y Petróleo Neuquén, con lo cual se estima que se triplican las reservas de gas actuales. En 2015 la potencia total instalada de capacidad de generación era de 33.141 MW. Las reformas impuestas a principios de la década de los 90 dividieron el sector eléctrico en generación, transmisión y distribución.
La generación total en 2005 fue de 96,65 TWh. El desglose por fuente en 2003 es el siguiente: fuentes térmicas convencionales: 59%, fuentes hidroeléctricas: 35,4%, energía nuclear: 7% y fuentes geotérmicas: 1%.
De acuerdo al informe de la Compañía Administradora del Mercado Mayorista Eléctrico (CAMMESA) correspondiente al mes de abril de 2019, la potencia instalada era la siguiente:
| Tecnología     | Tecnología                           | Potencia Instalada (MW) | %     |
| -------------- | ------------------------------------ | ----------------------- | ----- |
| Térmica        | Ciclo combinado                      | 11.206                  | 28,79 |
| Térmica        | Turbina de gas                       | 7.091                   | 18,22 |
| Térmica        | Turbo vapor                          | 4.451                   | 11,44 |
| Térmica        | Motor diésel                         | 1.808                   | 4,65  |
| Térmica        | Total Térmica                        | 24.557                  | 63,09 |
| Hidroeléctrica | Hidroeléctrica                       | 10.790                  | 27,72 |
| Nuclear        | Nuclear                              | 1.755                   | 4,51  |
| Renovable      | Eólica                               | 970                     | 2,49  |
| Renovable      | Minihidroeléctrica (menores a 50 MW) | 498                     | 1,28  |
| Renovable      | Solar                                | 317                     | 0,81  |
| Renovable      | Biogás                               | 36                      | 0,09  |
| Renovable      | Total Renovable                      | 1.820                   | 4,68  |
| Total          | Total                                | 38.922                  | 100   |

### Demanda
La demanda de electricidad tuvo un crecimiento constante desde 1991 a 2015, con una caída durante la crisis económica de 2001-2002, a la que siguió una rápida recuperación (aumento del 6-8% anual) en los últimos cinco años, debido a la recuperación económica. En 2005, el país consumió 94,3 TWh de electricidad, lo que corresponde a 2.368 kWh per cápita. El consumo residencial representó el 29% del total, los consumos industrial y comercial representaron el 43% y el 26% respectivamente. En 2005 se importó 6,38 TWh de electricidad y exportó 3,49 TWh. La importación neta de energía fue del 3% del consumo.
En 2017 la demanda cayó un 2,3 por ciento interanual, a pesar de temperaturas más bajas que en 2016, se registraron aumentos del 63 % en la cantidad de usuarios afectados por deficiencias en el servicio eléctrico, que además son penados con un 10 % de interés ante el atraso de un día en la factura.

### Acceso a la electricidad
La cobertura total de electricidad en Argentina alcanzó un máximo histórico del 95% en 2003. incrementándose al 99,83% en 2012. El Proyecto de Energías Renovables en Mercados Rurales (PERMER) es un programa para aumentar la cobertura eléctrica en áreas rurales.

## Interconexión de los sistemas eléctricos del Cono Sur
Existen líneas de transporte de energía que interconectan distintos países del Mercosur.
- Argentina - Chile

Interandes: TermoAndes - Chilgener (desde 2001 AES Gener) Línea de extra alta tensión de 409 kilómetros de longitud y 345 kilovoltios (kV) de capacidad de transmisión.
- Paraguay - Argentina

Carlos Antonio López (Paraguay) y Eldorado (Argentina). 132 000 voltios.
Guarambaré (Paraguay) y Clorinda (Argentina). 220 000 voltios.
- Paraguay - Brasil

Itaipú (12.600 MW Central Generación)
- Uruguay - Brasil

Livramento (70 MW Línea)
- Argentina - Uruguay

Salto Grande (1.890 MW Central Generación)
- Argentina - Brasil

Paso de los Libres - Uruguaiana (50 MW Línea)
Rincón - Garabi - Ita I
Rincón - Garabi - Ita II